# دوغلاس ترومبول
دوغلاس ترومبول (بالإنجليزية: Douglas Trumbull) (و. 1942  م) هو منتج أفلام، ومخرج أفلام، وكاتب سيناريو أمريكي، ولد في لوس أنجلوس.

## جوائز وترشيحات
حصل على جوائز منها:

عضوية قاعة مشاهير الخيال العلمي والفانتازيا ‏ (2010)
ترشح لـ:
- جائزة الأوسكار لأفضل تأثيرات بصرية، عن عمل: لقاءات قريبة من النوع الثالث
- جائزة الأوسكار لأفضل تأثيرات بصرية، عن عمل: ستار تريك: الفيلم السينمائي
- جائزة الأوسكار لأفضل تأثيرات بصرية، عن عمل: بليد رانر.

## وصلات خارجية
- دوغلاس ترومبول على موقع IMDb (الإنجليزية)
- دوغلاس ترومبول على موقع ألو سيني (الفرنسية)
- دوغلاس ترومبول على موقع تيرنر كلاسيك موفيز (الإنجليزية)
- دوغلاس ترومبول على موقع أول موفي (الإنجليزية)
- دوغلاس ترومبول على موقع قاعدة بيانات الأفلام السويدية (السويدية)
- دوغلاس ترومبول على موقع إن إن دي بي (الإنجليزية)
- دوغلاس ترومبول على موقع قاعدة بيانات الفيلم (الإنجليزية)
- دوغلاس ترومبول على موقع كينوبويسك (الروسية)